# Syzygium parvifolium
Syzygium parvifolium är en myrtenväxtart som först beskrevs av Adolf Engler, och fick sitt nu gällande namn av Gottfried Wilhelm Johannes Mildbraed. Syzygium parvifolium ingår i släktet Syzygium och familjen myrtenväxter. Inga underarter finns listade i Catalogue of Life.